# Stehkragen

Kläppchenkragen

Der Stehkragen ist ein Hemdenkragen, der um den Hals aufgestellt getragen wird. Er ist ein wesentliches Stilmerkmal des Hemdes im 19. und zu Beginn des 20. Jahrhunderts. Diese Kragenform wurde etwa ab 1850 vorwiegend getragen. Heutzutage hat der Umlegekragen ihn fast vollständig verdrängt.

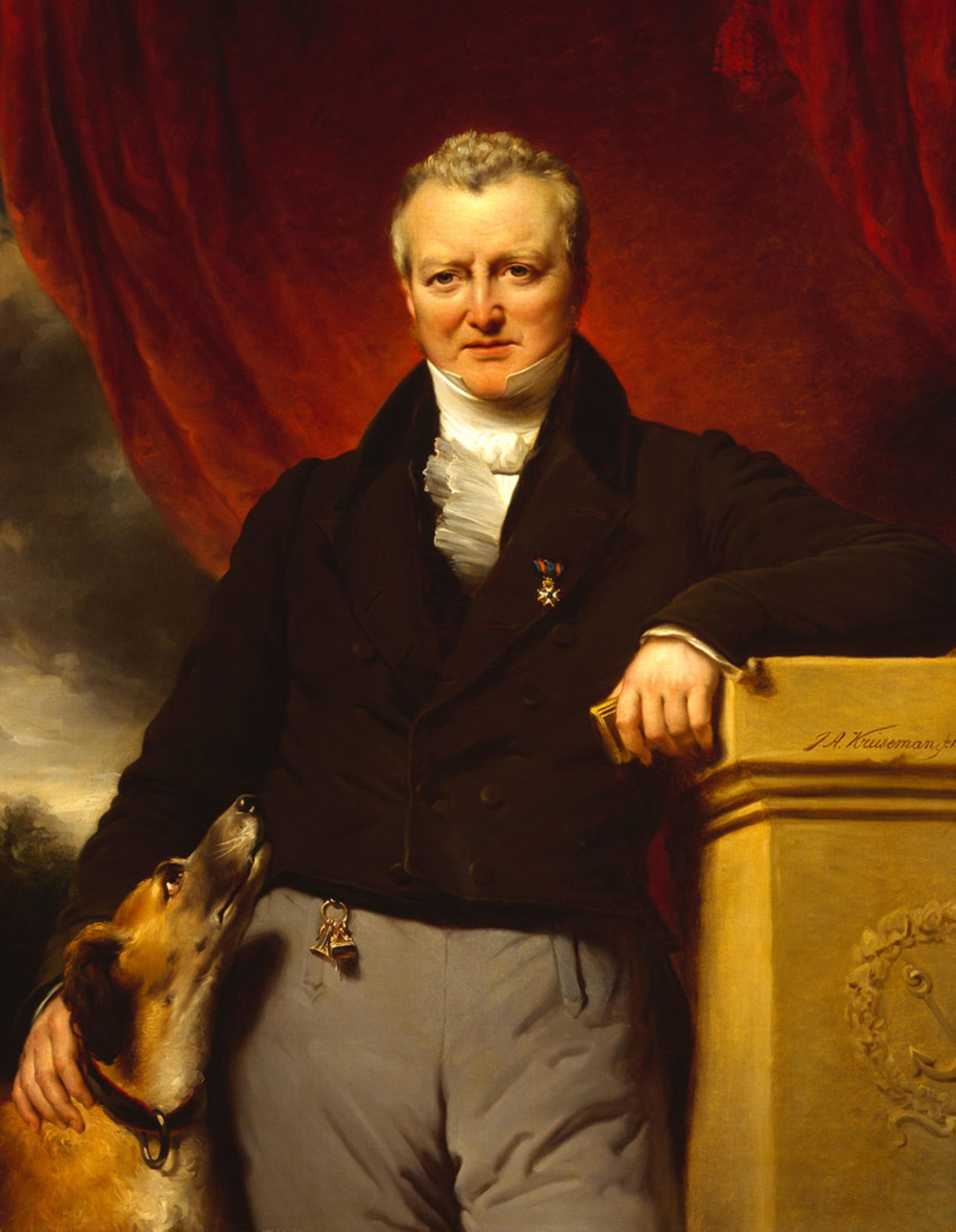
Mann mit Stehkragen (um 1850)

## Geschichte
Zur Zeit seiner Entstehung wurden Kragen üblicherweise noch nicht am Hemd angenäht, sondern aufgeknöpft. Dies erleichterte das Reinigen und Stärken der schneller verschmutzenden Teile. Der Vatermörder war eine frühe Form des Stehkragens.
Derzeit sind Stehkragen bei Hemden kaum noch vorzufinden (2015). Nur bei festlichen Anlässen tragen Männer zum Smoking, Frack und Cutaway ein Hemd mit Kläppchenkragen, einer modernen Variante des Vatermörders. Gelegentlich statten Hemdenhersteller ihre Hemden bei sehr modernen Schnitten mit einem Mandarinkragen aus, einem Stehkragen nach chinesischem Vorbild.

## Stehbordkragen, Stehbundkragen
Der weiche Stehbordkragen und der harte Stehbundkragen sind aus dem Zuschnitt von Uniformen übernommene, an die Uniformjacke Litewka erinnernde Kragenformen. Sie haben einen zwei bis drei Zentimeter hoch stehenden Halsabschluss ohne Ecken. Die Kragenform findet sich an Blusen, Hemden und Jacken. Sie kann offen oder geschlossen getragen werden. Sie war das Kennzeichen des Modestils Mao-Look.

## Uniformkragen
Um die Mitte des 19. Jahrhunderts kamen Uniformen mit Stehkragen auf. Diese Krägen waren ursprünglich in Höhe des Adamsapfel aufgesetzt und mit starken Einlagen aus Leinen, vielfach auch Metallstäbchen, fest eingearbeitet oder herausnehmbar, versehen. Die zeitweilig sehr hohen Krägen ließen ein Nicken des Kopfes nur eingeschränkt zu und zwangen die Träger zu einer „hochnäsigen“ Kopfhaltung. In der Regel waren die Krägen in der Farbe der Ärmelaufschläge und Paspelierungen, abweichend vom Grundstoff gearbeitet. Bei Mannschaftsuniformen verzichtete man auf die Versteifungen, um sie feldtauglich zu machen. Da die Uniformen ohne Hemdkragen getragen werden konnten, aber dicht am Hals anlagen, waren sie innen mit einem Inlett versehen – meist in weiß, herausknöpfbar und waschbar. 
Heutige Stehkrägen sind bis zum Halsansatz geschnitten und reichen nicht viel höher als der Adamsapfel. Da man sie jetzt halbrund arbeitet, stehen sie nicht mehr ab. Stattdessen fallen sie nach innen zum Hals hin ab, was ihnen das gleiche Aussehen verleiht wie früher. Obwohl sie dadurch nicht mehr so einengend und unbequem sind, haben sie diesen schlechten Ruf jedoch noch nicht völlig verloren.
Bei Uniformen mit einem Stehumfallkragen geht der Stehkragen in einen normalen, abfallenden Kragen über.

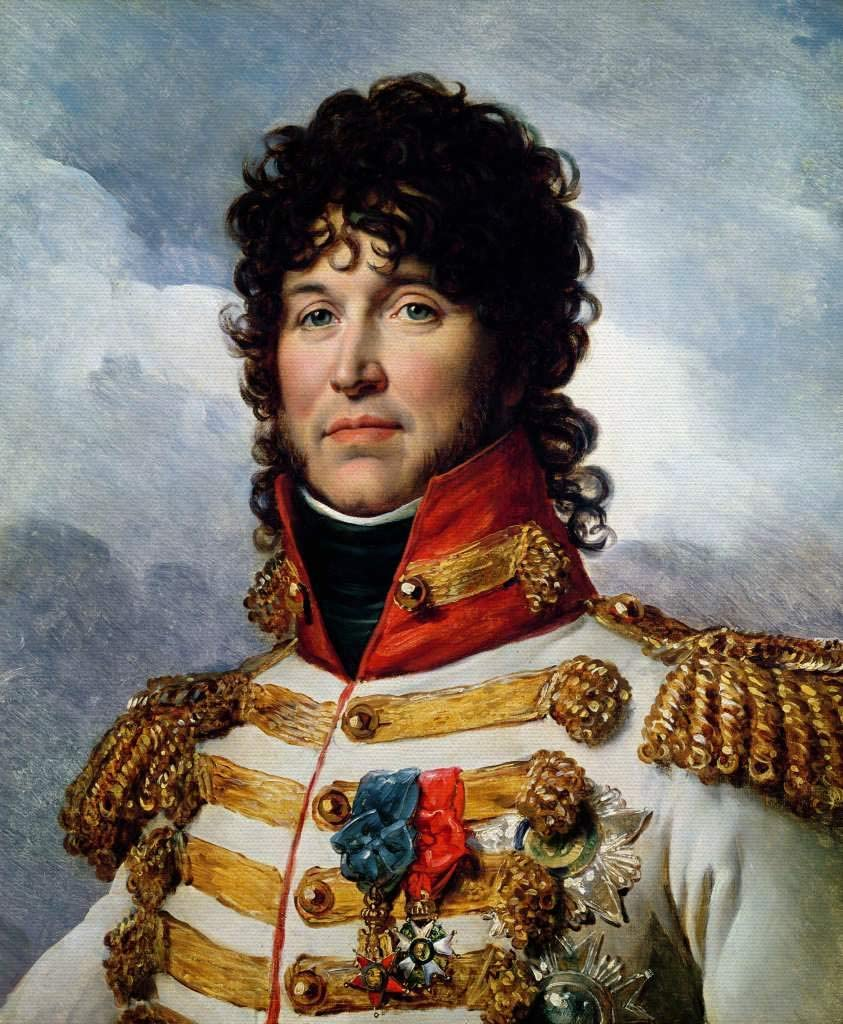
Joachim Murat, Frankreich, um 1808
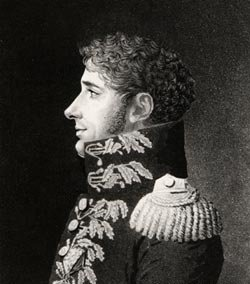
Antoine de Jomini
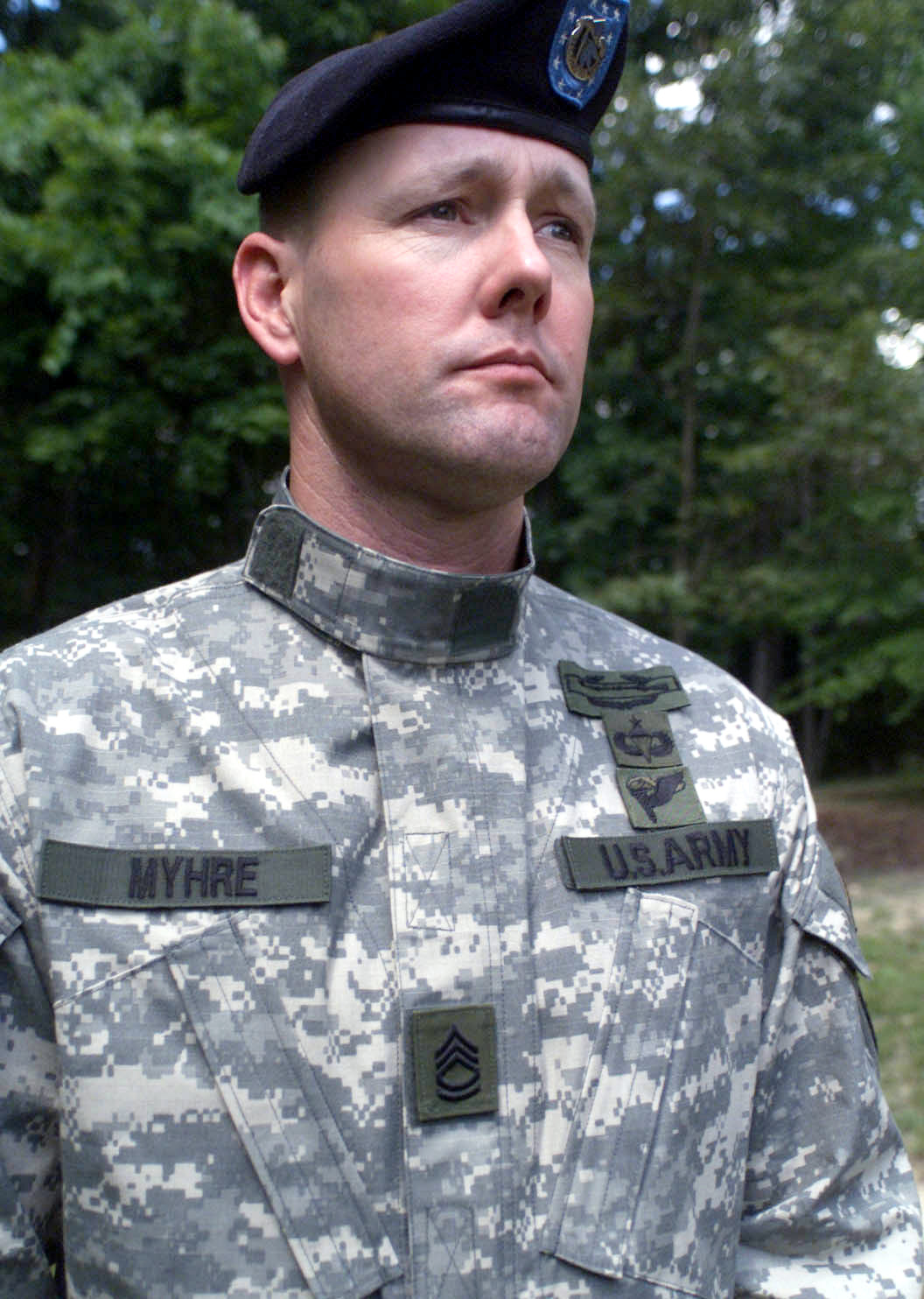
USA